# 40 Bank Street
40 Bank Street è un grattacielo situato a Heron Quays, nel Docklands, a Londra. È alto 153 metri e ha 32 piani. L'edificio è stato progettato da César Pelli & Associates ed è stato costruito da Canary Wharf Contractors.